# Полевая модель

## Определения
Полевая математическая модель - математическая модель, используемая для расчёта первичных данных исследуемого объекта (упрощённое определение для общего представления).
В русскоязычной научной литературе определение полевой модели не встречается, хотя часто приводятся такие термины как "полевая модель системы языка" Архивная копия от 19 ноября 2016 на Wayback Machine,  Архивная копия от 11 января 2017 на Wayback Machine, "полевая математическая модель пожара"  Архивная копия от 19 сентября 2020 на Wayback Machine,  Архивная копия от 7 марта 2017 на Wayback Machine
Определение полевой математической модели вытекает из определений: "Полевая работа" ("Полевые исследования") Полевые работы , "Полевые методы исследования"  Архивная копия от 29 ноября 2016 на Wayback Machine и "Математическая модель" Математическая модель .
Полевая математическая модель (развёрнутое определение) - это приближённое описание объекта моделирования с помощью математических формул и систем, отражающих внутренние и внешние связи исследуемого объекта (на основе определения "математическая модель"  Архивная копия от 21 ноября 2016 на Wayback Machine).

## Использование полевых моделей в фундаментальных и прикладных науках
Полевые модели широко применяются в исследовании электромагнитных процессов, для исследования процессов, протекающих в электротехнических и электронных устройствах  Архивная копия от 20 декабря 2017 на Wayback Machine.
Используя терминологию, приводимую в научно-технической литературе (Е.М. Лопухина, Г.А. Семенчуков, "Автоматизированное проектирование электрических машин малой мощности", Москва, 2002 год, стр.126 - 130) можно дать более полное определение полевой модели.
Полевая модель - это совокупность математических объектов (чисел, переменных, векторов, множеств и др.) и отношений между ними:
- описывающих на основе выбранных математических методов объект проектирования или его часть;
- принятых с минимальным уровнем допущений, позволяющих с достаточной точностью исследовать объект в первом приближении, при минимально имеющейся входной информации об объекте исследования.
Вопросу использования математической полевой модели шара в однородном магнитном поле, посвящён раздел книги Поливанова К. М. "Ферромагнетики. Основы теории технического применения", Москва, 1957 год.